# Leó
A Leó görög eredetű férfinév, a Leon rövidülése. Jelentése: oroszlán.  Női névpárja a Leona.

## Rokon nevek
- Leon:[1] a Leo- kezdetű nevek becéző alakja a görög nyelvben, jelentése oroszlán.[2]
- Leonidász:[1] görög eredetű név, jelentése az oroszlán fia illetve Leon fia.[2]
- Leonyid a görög Leonidász orosz és ukrán változata [3]
- Lionel:[1] a Leon név Lion alakváltozatának francia kicsinyítőképzős formája.[4]

## Gyakorisága
Az 1990-es években a Leó, Leonidász és a Lionel egyaránt szórványos név volt, a 2000-es években nem szerepelnek a 100 leggyakoribb férfinév között.

## Névnapok
Leó
- február 18.[2]
- február 20.[2]
- április 11.[2]
- április 19.[2]
- június 12.[2]
- június 28.[2]
- július 3.[2]
- július 17.[2]
- október 10.[2]
- október 17.[2]
- november 10.[2]

## Híres Leók, Leonok, Leonidászok és Lionelek
| - Beöthy Leó közgazdász, statisztikus - Donáth Leó sportvezető, irodalomtörténész, műfordító - Egyed Leó ferences rendi pap - Festetics Leó zeneszerző - Forgács Leó sakkozó, sakkszakíró - Frankel Leó kommunista politikus, a Párizsi Kommün egyik funkcionáriusa - Goldberger Leó - Györök Leó festő- és grafikusművész - Holländer Leó honvédtiszt, éremgyűjtő - Lánczy Leó bankelnök - Miklóssi Ferdinánd Leó politikai aktivista, üzletember - Pantocsek Leó Valentin orvos, pirokémikus, természettudós, feltaláló - Popper Leó művészettörténész - Szilárd Leó fizikus - Lionel Jospin volt francia miniszterelnök - Lev Nyikolajevics Tolsztoj író - Vécsey Leó író, újságíró, műfordító, szerkesztő - Veigelsberg Leó újságíró, szerkesztő - Weiner Leó zeneszerző, zenepedagógus - Lionel Messi labdarúgó - I. Leónidasz spártai király (uralkodott I. e. 489. és 480 közt), a thermopülai hős. - II. Leónidasz spártai király (uralkodott I. e. 254. és 235 között). - Leónidasz görög költő az I. e. 3. században. - Alexandriai Leónidasz görög költő az 1. században. - Leonidasz Kavakosz hegedűművész (1967–). - Leônidas da Silva brazil labdarúgó, az 1934-es labdarúgó-világbajnokság gólkirálya. | - Nagy Szent Leó pápa (440–461) - II. Leó pápa - III. Leó pápa - IV. Leó pápa - V. Leó pápa - VI. Leó pápa - VII. Leó pápa - VIII. Leó pápa - IX. Leó pápa - X. Leó pápa - XI. Leó pápa - XII. Leó pápa - XIII. Leó pápa - XIV. Leó pápa - I. León bizánci császár - II. León bizánci császár - III. León bizánci császár - IV. León bizánci császár - V. León bizánci császár - VI. León bizánci császár - I. Leó örmény király - II. Leó örmény király - III. Leó örmény király - IV. Leó örmény király - V. Leó örmény király |